# 259 (tal)
259 är det naturliga talet som följer 258 och som följs av 260.

## Inom vetenskapen
- 259 Aletheia, en asteroid.

## Inom matematiken
- 259 är ett udda tal.
- 259 är ett semiprimtal[1].
- 259 är ett tetradekagontal.